# Werner Liersch
Werner Liersch (Berlín, 23 de septiembre de 1932-Ibídem, 23 de agosto de 2014) fue un periodista, escritor y teórico de la literatura alemán.

## Vida
Se crio en Berlín, donde se formó como fabricante de herramientas. Estudió germanística entre 1953 y 1957 en la Universidad Humboldt de Berlín. Después trabajó como lector y redactor. Entre 1987 y 1990 fue miembro del jurado del premio Ingeborg Bachmann en la ciudad de Klagenfurt. Entre 1990 y 1992 fue redactor jefe de la revista neue deutsche literatur.
Fue autor de relatos y de trabajos biográficos, así como de documentales de radio, principalmente sobre la historia de la literatura alemana. También fue editor de antologías.
Perteneció desde 1963 a la Deutscher Schriftstellerverband y desde 1982 al PEN Club Internacional de la República Democrática Alemana. Después fue miembro del Verband deutscher Schriftsteller y del PEN Club Internacional de Alemania.
En junio de 2008 realizó un estudio sobre la pertenencia del difunto escritor Erwin Strittmatter a una unidad de las SS durante la Segunda Guerra Mundial.
Falleció en su apartamento de Berlín en agosto de 2014.

## Galardones
- 1982 Premio Heinrich Mann[4]
- 1993 Premio Alfred Kerr

## Obra (selección)

### Como autor
- Die Liedermacher und die Niedermacher. Etwas Umgang mit Literatur (1982)
- Dichters Ort. Ein literarischer Reiseführer (1987)
- Eine Tötung im Angesicht des Herrn Goethe. Ein deutscher Reiseroman (1989)
- Eine schöne Liebe. Roman (1991)
- Hans Fallada – damals bei uns zu Haus. Orte seines Lebens (1994)
- Hans Fallada. Sein großes kleines Leben; Biographie (1997)
- Ein gewisses Quantum Mumpitz. Anekdoten von Theodor Fontane (1998)
- Goethes Doppelgänger. Die geheime Geschichte des Dr. Riemer (1999)
- Lange Sekunde Erinnerung. Orts- & Zeitansichten (1999)
- Das romantische Gebirge. Auf alten Wegen durch die Sächsische Schweiz (2001)
- Dichterland Brandenburg. Literarische Streifzüge zwischen Havel und Oder (2004)
- Geschichten aus dem Antiquariat (2004)
- Fallada. Der Büchersammler, der Literaturkritiker, der Photographierte, der Mißbrauchte (2005)

### Como editor
- Der Roman zwischen Klassik und kritischem Realismus. Texte aus zeitgenössischer Theorie und Kritik (1963)
- 19 westdeutsche Erzähler (1964)
- Die unmögliche Tatsache. Deutsche Poeten, heiter bis undsoweiter (1967)
- Erfahrungen (1969, junto a Harald Korall)
- Stücke aus der BRD. Martin Luther & Thomas Münzer oder die Einführung der Buchhaltung (1976)
- Helmut Qualtinger: Im Prater blühn wieder die Bäume. Satiren (1977)
- 24 Erzähler aus der BRD und Westberlin  (1977)
- Günter de Bruyn: Prosa, Essay, Biographie (1979)
- Willibald Alexis: Das Gelöbnis der drei Diebe. Kriminalfälle des Neuen Pitaval (1981)
- Fisch mit Parmesan. Rezepte aus dem Goethe-Haus (1991)
- Willibald Alexis: Hexen, Räuber und Magister. Ein preußischer Pitaval (1997)
- Die Kraft der Empfindlichkeit. Essays 1949 bis 1990 (1998)

### Como traductor
- Alejandro Dumas: Tausend-und-ein Gespenst (1991)